# Melodifestivalen 2018
Das Melodifestivalen 2018 war der schwedische Vorentscheid für den Eurovision Song Contest 2018 in Lissabon (Portugal). Es war die 58. Ausgabe des von der schwedischen Rundfunkanstalt SVT veranstalteten Wettbewerbs. Benjamin Ingrosso gewann mit dem Lied Dance You Off. Er erreichte den siebten Platz im Finale des ESC.

## Format

### Konzept
Zum sechzehnten Mal fanden die Halbfinals an verschiedenen Orten Schwedens statt. Es traten 28 Beiträge an, die auf vier Halbfinals verteilt wurden, sodass jeweils sieben Beiträge pro Halbfinale vorgestellt wurden. Die Zuschauer entschieden in zwei Abstimmungsrunden, wer sich für das Finale qualifizierte und wer in der Andra Chansen (dt.: Zweite Chance) nochmals antreten darf. In jedem Halbfinale qualifizierten sich die ersten beiden Beiträge mit den meisten Zuschauerstimmen direkt für das Finale. Diejenigen Beiträge, die Platz drei und vier belegten, traten ein zweites Mal in der Sendung Andra Chansen auf. Dort traten die Kandidaten dann in Duellen gegeneinander an und wer die meisten Zuschauerstimmen auf sich vereinigen kann, qualifizierte sich für das Finale. Im Finale traten zwölf Interpreten auf.
Produzent des Melodifestivalen 2018 ist wie in den Vorjahren Christer Björkman. Am 2. November 2017 gab SVT auf einer Pressekonferenz bekannt, dass David Lindgren die Shows moderieren soll. Er kehrt damit nach 2017 als Moderator zurück.
Am 23. Januar 2018 verkündete SVT eine Regeländerung für das Melodifestivalen 2018. Im Finale werden die internationalen Jurys künftig nicht mehr 1, 2, 4, 6, 8, 10 und Punkte an die Interpreten vergeben, sondern werden nun 1, 2, 3, 4, 6, 7, 8, 10 und 12 Punkte vergeben können. Diese Regeländerung ermöglicht eine gleichmäßigere Punkteverteilung. Gleichzeitig wurde die von den Zuschauern vergebene Punktzahl von 473 auf 638 Punkte erhöht, um somit den Einfluss der Zuschauerabstimmung zu erhöhen.

### Sendungen
| Göteborg |

| Malmö |

| Karlstad |

| Kristianstad |

| Stockholm |

| Örnsköldsvik |

Am 26. September 2017 präsentierte SVT die sechs Termine und Austragungsorte des Melodifestivalen 2018. Die Stadt Kristianstad war zum ersten Mal Austragungsort des Melodifestivalen.
Das erste Halbfinale erreichte mit 6.617.451 Stimmen einen neuen Rekord für eine Sendung des Melodifestivalen. Das erste Halbfinale erreichte außerdem die höchste Zuschauerzahl seit 2015 und erreichte im Vergleich zu 2017 100.000 Zuschauer mehr. Jedoch sank die Zuschauerzahl kontinuierlich und erreichte in der Sendung Andra Chansen einen neuen Tiefstand. Noch nie schauten weniger Zuschauer seit der Einführung der Sendung Andra Chansen zu.
| Sendung       | Sendedatum       | Stadt        | Austragungsort     | Zuschauer (SVT1) | Zuschauerstimmen (Televoting, SMS & App) | Anzahl der Votings |
| ------------- | ---------------- | ------------ | ------------------ | ---------------- | ---------------------------------------- | ------------------ |
| Deltävling 1  | 03. Februar 2018 | Karlstad     | Löfbergs Arena     | 3.303.000        | 6.617.451                                | 473.599            |
| Deltävling 2  | 10. Februar 2018 | Göteborg     | Scandinavium       | 2.916.000        | 5.880.237                                | 434.592            |
| Deltävling 3  | 17. Februar 2018 | Malmö        | Malmö Arena        | 2.830.000        | 4.800.971                                | 387.088            |
| Deltävling 4  | 24. Februar 2018 | Örnsköldsvik | Fjällräven Center  | 2.858.000        | 4.866.749                                | 381.346            |
| Andra Chansen | 03. März 2018    | Kristianstad | Kristianstad Arena | 2.579.000        | 6.007.515                                | 406.254            |
| Finalen       | 10. März 2018    | Stockholm    | Friends Arena      | 3.551.000        | 13.993.975                               | 725.799            |
| Gesamt        | Gesamt           | Gesamt       | Gesamt             | 18.037.000       | 42.166.898                               | 2.808.678          |

### Beitragswahl
Vom 1. September, 9.00 Uhr bis zum 18. September 2017, 17.59 Uhr hatten Komponisten die Gelegenheit, einen Beitrag beim schwedischen Fernsehen SVT einzureichen. Von diesen werden 28 Beiträge ausgewählt. Die Auswahl erfolgt nach folgendem Auswahlprozess:
- 14 Beiträge werden aus allen eingereichten Beiträgen ausgewählt.
- 13 Beiträge werden auf Einladung von SVT ausgewählt.
- Der Gewinner des Wettbewerbs P4 Nästa 2017, Stiko Per Larsson, erhielt einen Startplatz für das Melodifestivalen 2018.

Wie in den Vorjahren müssen mindestens 50 % aller Beiträge von Komponistinnen mitgeschrieben und 30 % auf Schwedisch gesungen werden.
Nach Angaben von SVT wurden insgesamt 2771 Beiträge eingereicht. Gegenüber dem Vorjahr wurden 293 Beiträge mehr eingereicht.
Am 28. November 2017 wurden alle 28 Teilnehmer der Öffentlichkeit präsentiert. Dabei wurden allerdings nur die Interpreten mit den dazugehörigen Liedtiteln und Autoren präsentiert. SVT veröffentlichte am Vortag der Sendung eine zweieinhalb minütigen Ausschnitt der Lieder. Die endgültige Version war jedoch erst in den Sendungen zu hören.

### Moderation
Auf einer Pressekonferenz am 2. November 2017 wurde David Lindgren als Moderator des Melodifestivalen 2018 vorgestellt. Er moderierte damit das Melodifestivalen zum zweiten Mal, nachdem er bereits 2017 zusammen mit Clara Henry und Hasse Andersson die Sendung moderierte. Außerdem hatte David Lindgren bereits 2012, 2013 und 2016 am Wettbewerb teilgenommen.

## Teilnehmer
Am 28. November 2017 präsentierte SVT alle 28 Teilnehmer des Melodifestivalen 2018 im Rahmen einer speziellen Pressekonferenz.

### Zurückkehrende Interpreten
Zehn Interpreten kehrten 2018 zum Wettbewerb zurück. Neben Kikki Danielsson, die das Melodifestivalen bereits zweimal gewinnen konnte und 2018 nun schon zum zehnten Mal teilnahm, kehrte auch Jessica Andersson als Siegerin des Melodifestivalen, zurück. Es war bereits ihre siebte Teilnahme.
| Interpret                    | Vorheriges Teilnahmejahr                                     |
| ---------------------------- | ------------------------------------------------------------ |
| Benjamin Ingrosso            | 2017                                                         |
| Felicia Olsson               | 2013                                                         |
| Felix Sandmann               | 2017 (als Teil der Gruppe FO&O)                              |
| Jessica Andersson            | 2003 & 2004 (als Teil des Duos Fame), 2006, 2007, 2010, 2015 |
| Kalle Moraeus & Orsa Spelmän | 2010                                                         |
| Kikki Danielsson             | 1978, 1980, 1981, 1982, 1983, 1985, 1992, 2002, 2006         |
| Mariette                     | 2015, 2017                                                   |
| Méndez                       | 2002, 2003                                                   |
| Mimi Werner                  | 2016                                                         |
| Samir & Viktor               | 2015, 2016                                                   |

*Fett-markierte Teilnahmejahre stehen für Sieger des Melodifestivalen.

## Halbfinale

### Erstes Halbfinale

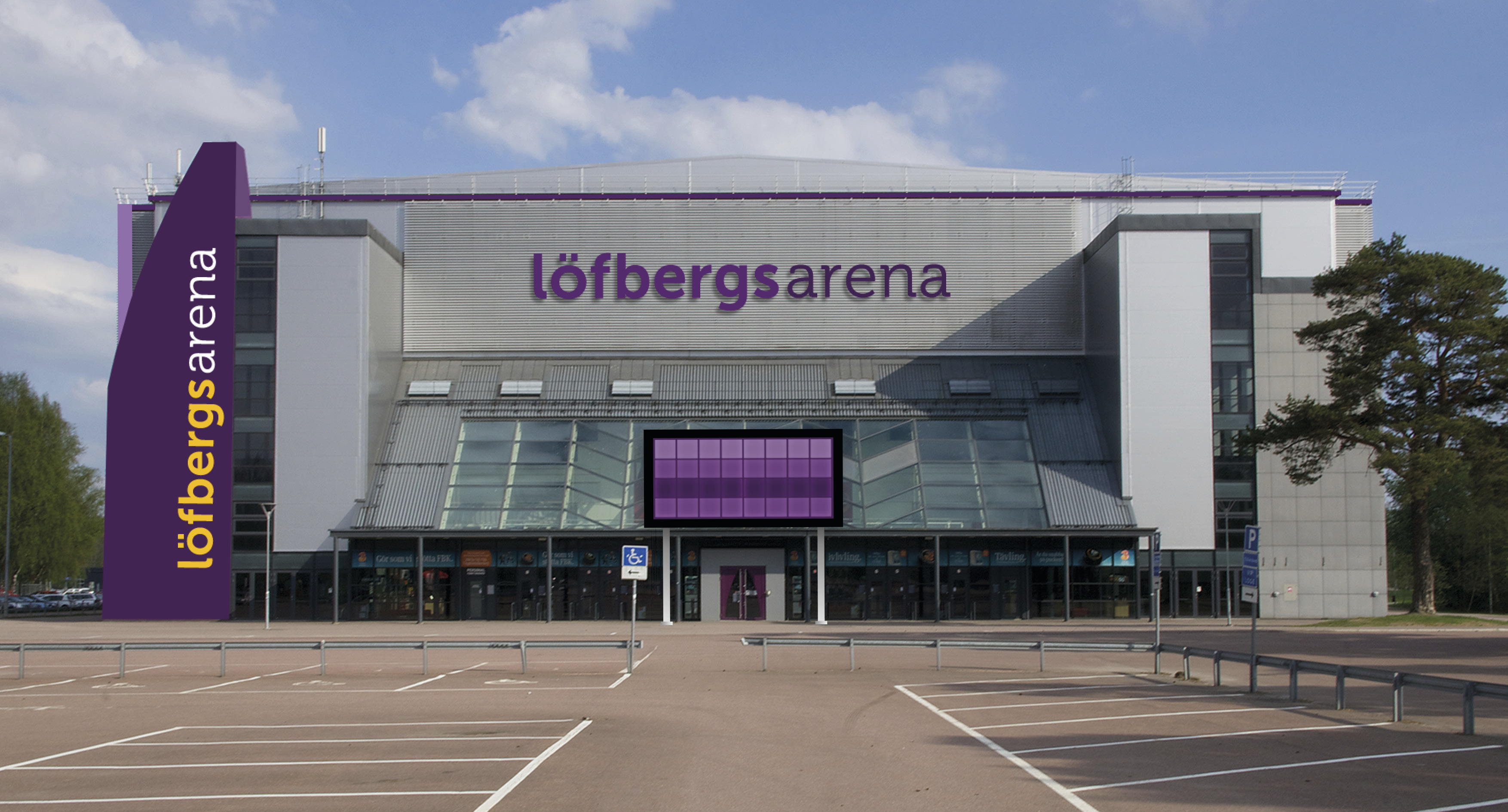
Löfbergs Arena

Das erste Halbfinale (Deltävling 1) fand am 3. Februar 2018, 20:00 Uhr (MEZ) in der Löfbergs Arena in Karlstad statt. Insgesamt wurden 6.617.451 Zuschauerstimmen gezählt. Noch nie wurden so viele Zuschauerstimmen während eines Halbfinales gezählt. Damit wurde der Rekord aus dem vergangenen Jahr eingestellt.
| Platz | Startnr. | Interpret         | Lied Musik (M) und Text (T)                                                                                                   | Sprache    | Übersetzung (Inoffiziell)        | Zuschauerstimmen (Televoting, SMS & App) | Zuschauerstimmen (Televoting, SMS & App) | Zuschauerstimmen (Televoting, SMS & App) | Zuschauerstimmen (Televoting, SMS & App) | Bild              |
| Platz | Startnr. | Interpret         | Lied Musik (M) und Text (T)                                                                                                   | Sprache    | Übersetzung (Inoffiziell)        | Runde 1                                  | Runde 2                                  | Gesamt                                   | %                                        | Bild              |
| ----- | -------- | ----------------- | --- | ---------- | -------------------------------- | ---------------------------------------- | ---------------------------------------- | ---------------------------------------- | ---------------------------------------- | ----------------- |
| 1.    | 7        | Benjamin Ingrosso | Dance You Off M/T: Benjamin Ingrosso, MAG, Louis Schoorl, K Nita                                                              | Englisch   | Tanze dich aus                   | 1.184.738                                | 110.417                                  | 1.295.155                                | 19,64 %                                  | Benjamin Ingrosso |
| 2.    | 2        | John Lundvik      | My Turn M/T: Anna-Klara Folin, John Lundvik, Jonas Thander                                                                    | Englisch   | Ich bin dran                     | 1.048.501                                | 103.632                                  | 1.152.133                                | 17,47 %                                  | John Lundvik      |
| 3.    | 3        | Renaida           | All the Feels M/T: Laurell Barker, Jon Hällgren, Peter Barringer, Lukas Hällgren                                              | Englisch   | Alle diese Gefühle               | 1.037.549                                | 089.358                                  | 1.126.907                                | 17,09 %                                  | Renaida           |
| 4.    | 1        | Sigrid Bernson    | Patrick Swayze M/T: Andrej Kamnik, Josefin Glenmark, Peg Parnevik, Sigrid Bernson                                             | Englisch   | –                                | 0951.260                                 | 092.476                                  | 1.043.736                                | 15,83 %                                  | Sigrid Bernson    |
| 5.    | 4        | Edward Blom       | Livet på en pinne M/T: Edward Blom, Thomas G:son, Stefan Brunzell, Kent Olsson                                                | Schwedisch | Leben am Stock                   | 0801.616                                 | 063.826                                  | 0865.442                                 | 13,12 %                                  | Edward Blom       |
| 6.    | 6        | Kamferdrops       | Solen lever kvar hos dig M/T: Herbert Trus, Danne Attlerud, Martin Klaman, Kristoffer Tømmerbakke, Erik Smaaland, Kamferdrops | Schwedisch | Die Sonne lebt weiterhin mit dir | 0555.778                                 | –                                        | 0555.778                                 | 08,43 %                                  | Kamferdrops       |
| 7.    | 5        | Kikki Danielsson  | Osby Tennessee M/T: Sulo Karlsson, Kikki Danielsson                                                                           | Schwedisch | –                                | 0555.446                                 | –                                        | 0555.466                                 | 08,42 %                                  | Kikki Danielsson  |

 Kandidat hat sich für das Finale qualifiziert.
 Kandidat hat sich für die Andra Chansen qualifiziert.

### Zweites Halbfinale

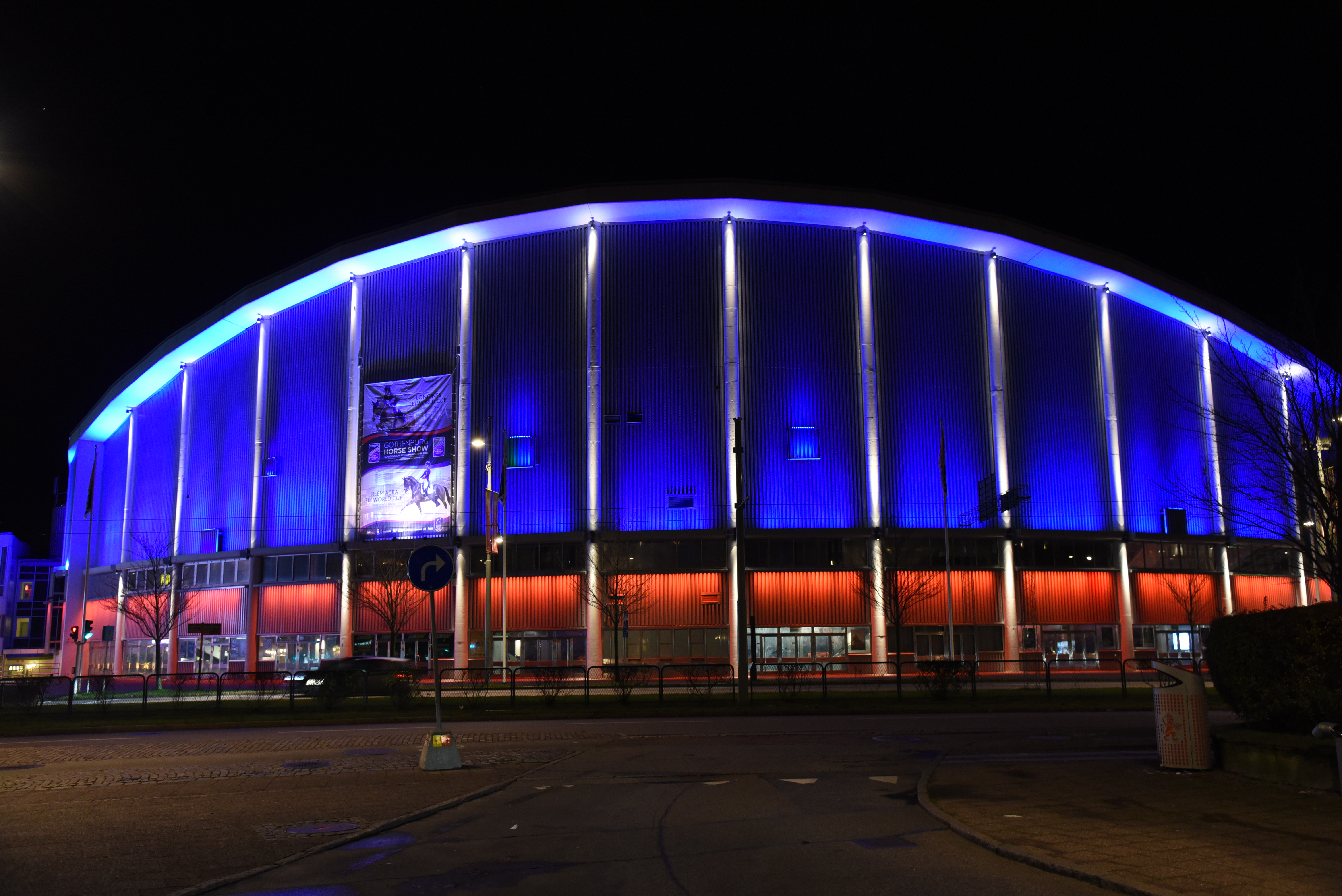
Scandinavium

Das zweite Halbfinale (Deltävling 2) fand am 10. Februar 2018, 20.00 Uhr (MEZ) im Scandinavium in Göteborg statt.
| Platz | Startnr. | Interpret         | Lied Musik (M) und Text (T)                                                                        | Sprache    | Übersetzung (Inoffiziell) | Zuschauerstimmen (Televoting, SMS & App) | Zuschauerstimmen (Televoting, SMS & App) | Zuschauerstimmen (Televoting, SMS & App) | Zuschauerstimmen (Televoting, SMS & App) | Bild              |
| Platz | Startnr. | Interpret         | Lied Musik (M) und Text (T)                                                                        | Sprache    | Übersetzung (Inoffiziell) | Runde 1                                  | Runde 2                                  | Gesamt                                   | %                                        | Bild              |
| ----- | -------- | ----------------- | -------------------------------------------------------------------------------------------------- | ---------- | ------------------------- | ---------------------------------------- | ---------------------------------------- | ---------------------------------------- | ---------------------------------------- | ----------------- |
| 1.    | 1        | Samir & Viktor    | Shuffla M/T: Andreas „Stone“ Johansson, Denniz Jamm, Costa Leon, Samir Badran, Viktor Frisk        | Schwedisch | –                         | 1.166.434                                | 070 629                                  | 1.237.063                                | 21,09 %                                  | Samir & Viktor    |
| 2.    | 7        | LIAMOO            | Last Breath M/T: Liam Cacatian Thomassen, Morten Thorhauge, Peter Bjørnskov, Lene Dissing          | Englisch   | Letzter Atemzug           | 1.051.127                                | 100.136                                  | 1.151.263                                | 19,63 %                                  | LIAMOO            |
| 3.    | 4        | Margaret          | In My Cabana M/T: Anderz Wrethov, Linnea Deb, Arash Labaf, Robert Uhlmann                          | Englisch   | In meinem Cabana          | 0805.016                                 | 060.198                                  | 0865.214                                 | 14,75 %                                  | Margaret          |
| 4.    | 6        | Mimi Werner       | Songburning M/T: Göran Werner, Mimi Werner, Niki Niki, Carl Varga, Johan Åsgärde, Oliver Lundström | Englisch   | Lieder brennen            | 0744.801                                 | 067.923                                  | 0812.724                                 | 13,86 %                                  | Mimi Werner       |
| 5.    | 2        | Ida Redig         | Allting som vi sa M/T: Yvonne Dahlbom, Jesper Welander, Ida Redig                                  | Schwedisch | Alles wie wir es sagten   | 0721.817                                 | 057.707                                  | 0779 524                                 | 13,29 %                                  | Ida Redig         |
| 6.    | 5        | Stiko Per Larsson | Titta vi flyger M/T: Stiko Per Larsson, Emil Rotsjö                                                | Schwedisch | Schau, wir fliegen        | 0529 194                                 | –                                        | 0529 194                                 | 09,02 %                                  | Stiko Per Larsson |
| 7.    | 3        | Jonas Gardell     | Det finns en väg M/T: Calle Kindbom, Jonas Gardell, Mats Tärnfors                                  | Schwedisch | Es gibt einen Weg         | 0490 911                                 | –                                        | 0490 911                                 | 08,37 %                                  | Jonas Gardell     |

 Kandidat hat sich für das Finale qualifiziert.
 Kandidat hat sich für die Andra Chansen qualifiziert.

### Drittes Halbfinale

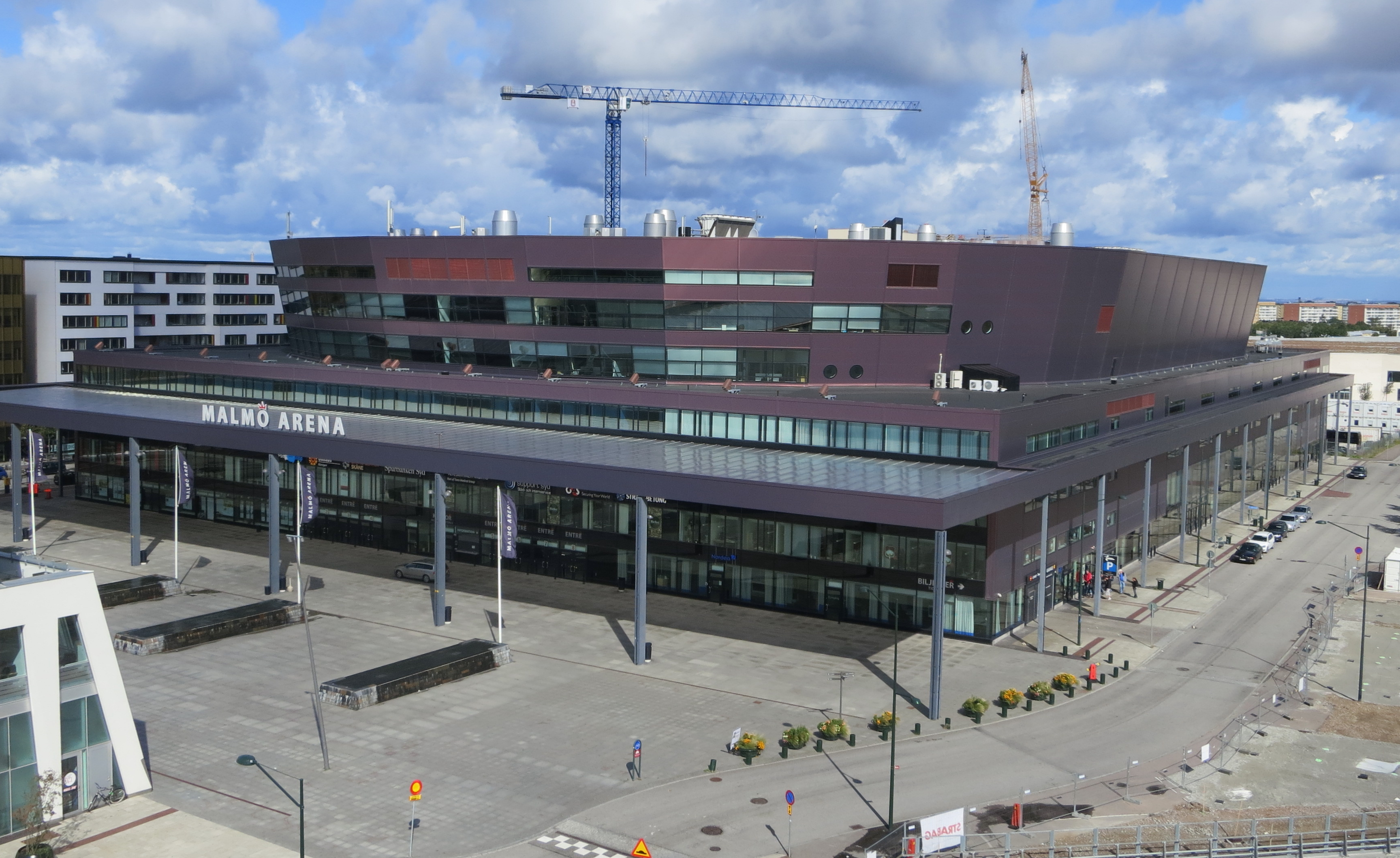
Malmö Arena

Das dritte Halbfinale (Deltävling 3) findet am 17. Februar 2018, 20:00 Uhr (MEZ) in der Malmö Arena in Malmö statt.
| Platz | Startnr. | Interpret                    | Lied Musik (M) und Text (T)                                                                              | Sprache            | Übersetzung (Inoffiziell) | Zuschauerstimmen (Televoting, SMS & App) | Zuschauerstimmen (Televoting, SMS & App) | Zuschauerstimmen (Televoting, SMS & App) | Zuschauerstimmen (Televoting, SMS & App) | Bild              |
| Platz | Startnr. | Interpret                    | Lied Musik (M) und Text (T)                                                                              | Sprache            | Übersetzung (Inoffiziell) | Runde 1                                  | Runde 2                                  | Gesamt                                   | %                                        | Bild              |
| ----- | -------- | ---------------------------- | --- | ------------------ | ------------------------- | ---------------------------------------- | ---------------------------------------- | ---------------------------------------- | ---------------------------------------- | ----------------- |
| 1.    | 1        | Martin Almgren               | A Bitter Lullaby M/T: Josefin Glenmark, Märta Grauers                                                    | Englisch           | Ein bitteres Schlaflied   | 850.684                                  | 093.848                                  | 944.532                                  | 19,76 %                                  | Martin Almgren    |
| 2.    | 4        | Jessica Andersson            | Party Voice M: Fredrik Kempe, David Kreuger, Niklas Carson Mattsson; T: Fredrik Kempe, Jessica Andersson | Englisch           | Feierstimme               | 788.787                                  | 102.041                                  | 890.828                                  | 18,64 %                                  | Jessica Andersson |
| 3.    | 7        | Mendez                       | Everyday M/T: Leopoldo Mendez, Jimmy Jansson, Palle Hammarlund                                           | Spanisch, Englisch | Jeden Tag                 | 701.557                                  | 091.553                                  | 793.110                                  | 16,59 %                                  | Mendez            |
| 4.    | 3        | Moncho                       | Cuba Libre M/T: Jimmy Jansson, David Strääf, Markus Videsäter, Axel Schylström, Moncho Monserrat         | Schwedisch         | –                         | 569.210                                  | 046.859                                  | 616.069                                  | 12,89 %                                  | Moncho            |
| 5.    | 5        | Kalle Moraeus & Orsa Spelmän | Min dröm M/T: Thomas G:son, Alexzandra Wickman                                                           | Schwedisch         | Mein Traum                | 537.891                                  | 58.589                                   | 596.480                                  | 12,48 %                                  | Kalle Moraeus     |
| 6.    | 6        | Dotter                       | Cry M/T: Linnea Deb, Peter Boström, Thomas G:son, Johanna „Dotter“ Jansson                               | Englisch           | Weine                     | 511.718                                  | –                                        | 511.718                                  | 10,71 %                                  | Dotter            |
| 7.    | 2        | Barbi Escobar                | Stark M/T: Barbi Escobar, Costa Leon, Andreas „Stone“ Johansson                                          | Schwedisch         | Stark                     | 426.768                                  | –                                        | 426.768                                  | 08,93 %                                  | Barbi Escobar     |

 Kandidat hat sich für das Finale qualifiziert.
 Kandidat hat sich für die Andra Chansen qualifiziert.

### Viertes Halbfinale

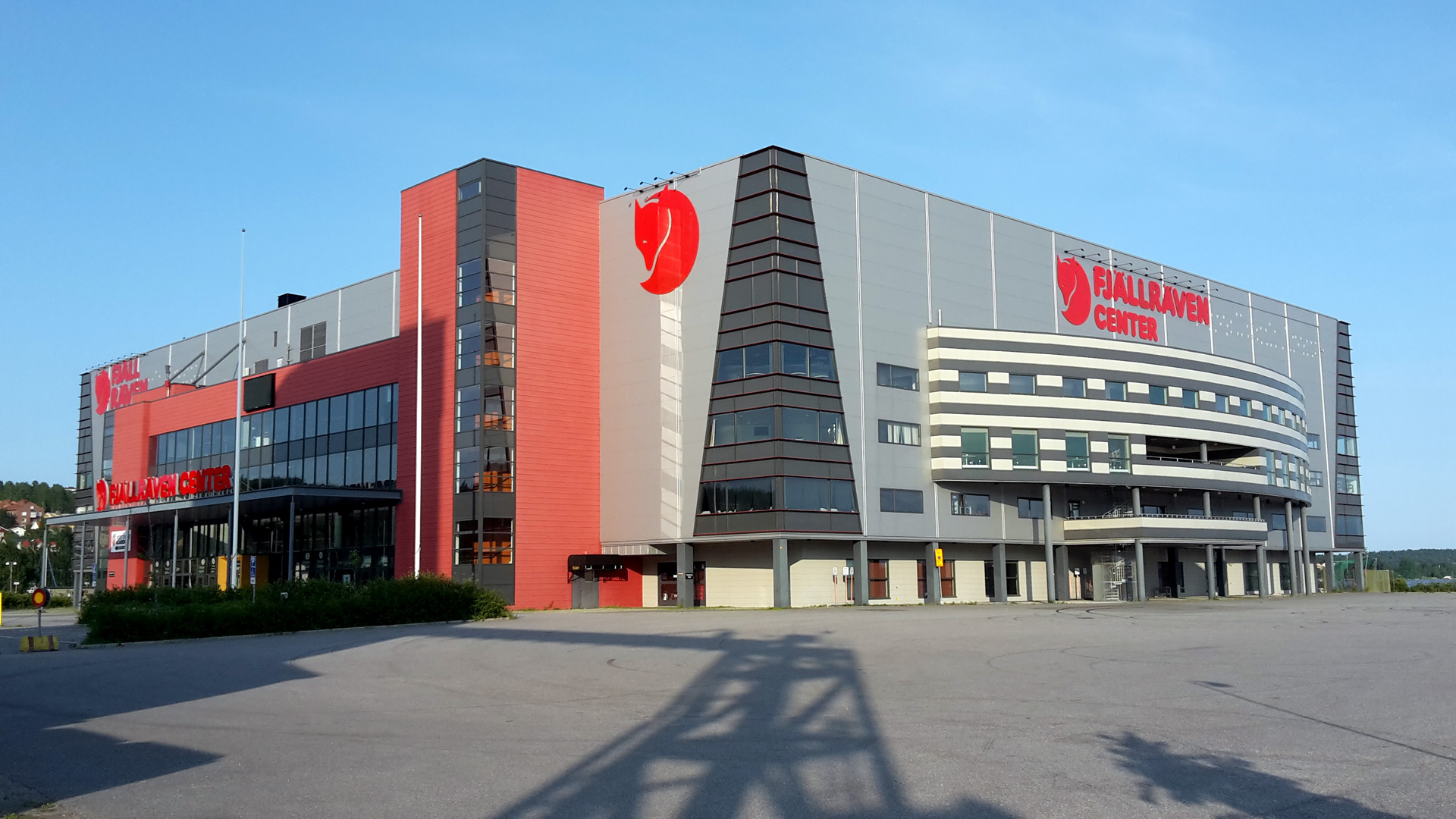
Fjällräven Center

Das vierte Halbfinale (Deltävling 4) findet am 24. Februar 2018, 20:00 Uhr (MEZ) im Fjällräven Center in Örnsköldsvik statt.
| Platz | Startnr. | Interpret         | Lied Musik (M) und Text (T)                                                                     | Sprache    | Übersetzung (Inoffiziell) | Zuschauerstimmen (Televoting, SMS & App) | Zuschauerstimmen (Televoting, SMS & App) | Zuschauerstimmen (Televoting, SMS & App) | Zuschauerstimmen (Televoting, SMS & App) | Bild            |
| Platz | Startnr. | Interpret         | Lied Musik (M) und Text (T)                                                                     | Sprache    | Übersetzung (Inoffiziell) | Runde 1                                  | Runde 2                                  | Gesamt                                   | %                                        | Bild            |
| ----- | -------- | ----------------- | ----------------------------------------------------------------------------------------------- | ---------- | ------------------------- | ---------------------------------------- | ---------------------------------------- | ---------------------------------------- | ---------------------------------------- | --------------- |
| 1.    | 7        | Mariette          | For You M/T: Jörgen Elofsson                                                                    | Englisch   | Für dich                  | 816.976                                  | 84.609                                   | 901.585                                  | 18,57 %                                  | Mariette        |
| 2.    | 4        | Rolandz           | Fuldans M/T: Fredrik Kempe, David Kreuger, Robert Gustafsson                                    | Schwedisch | –                         | 737.996                                  | 80.005                                   | 818.001                                  | 16,85 %                                  | Rolandz         |
| 3.    | 6        | Felix Sandman     | Every single Day M/T: Noah Conrad, Tony Ferrari, Parker James Nornes, Jake Torry, Felix Sandman | Englisch   | Jeden einzelnen Tag       | 693.167                                  | 70.118                                   | 763.285                                  | 15,72 %                                  | Felix Sandman   |
| 4.    | 5        | Olivia Eliasson   | Never Learn M/T: Jonas Wallin, Astrid S, Anton Ewald                                            | Englisch   | Niemals lernen            | 601.932                                  | 46.425                                   | 648.357                                  | 13,36 %                                  | Olivia Eliasson |
| 5.    | 2        | Elias Abbas       | Mitt paradis M/T: Anderz Wrethov, Hamed „K-One“ Pirouzpanah, Sami Rekik                         | Schwedisch | Mein Paradies             | 605.644                                  | 39.845                                   | 645.489                                  | 13,30 %                                  |                 |
| 6.    | 1        | Emmi Christensson | Icarus M/T: Thomas G:son, Christian Schneider, Andreas Hedlund, Sara Biglert                    | Englisch   | Ikarus                    | 541.494                                  | –                                        | 541.494                                  | 11,15 %                                  |                 |
| 7.    | 3        | Felicia Olsson    | Break that chain M/T: Bobby Ljunggren, Kristian Lagerström, Henrik Wikström, Joy Deb            | Englisch   | Brich diese Kette         | 536.504                                  | –                                        | 536.504                                  | 11,05 %                                  |                 |

 Kandidat hat sich für das Finale qualifiziert.
 Kandidat hat sich für die Andra Chansen qualifiziert.

## Andra Chansen

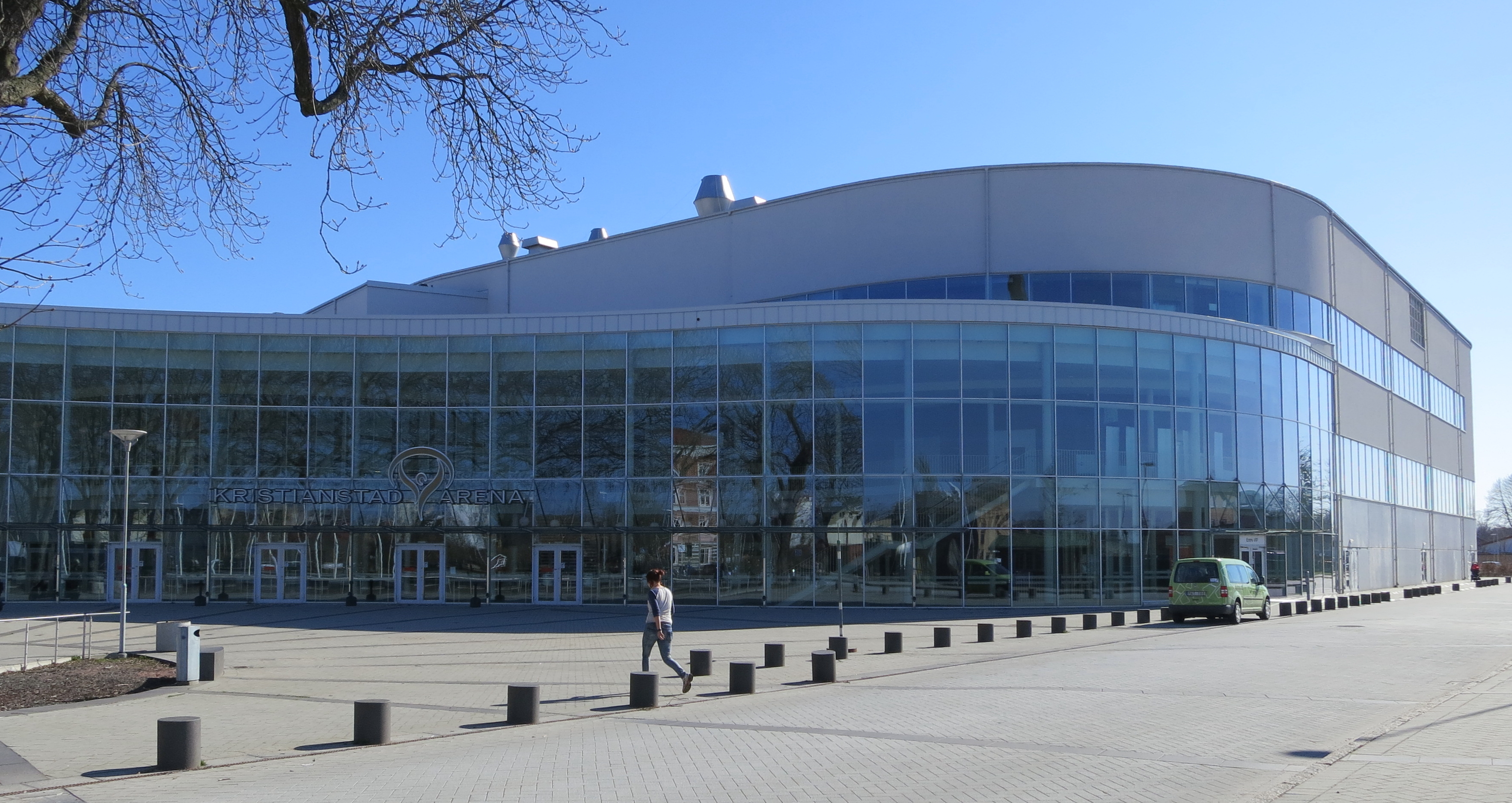
Kristianstad Arena

Die Sendung Andra Chansen (dt.: Zweite Chance) fand am 3. März 2018, 20:00 Uhr (MEZ) in der Kristianstad Arena in Kristianstad statt.
| Duell | Startnr. | Interpret       | Lied Musik (M) und Text (T)                                                                        | Zuschauerstimmen (Televoting, SMS & App) | Zuschauerstimmen (Televoting, SMS & App) |
| Duell | Startnr. | Interpret       | Lied Musik (M) und Text (T)                                                                        | Stimmen                                  | %                                        |
| ----- | -------- | --------------- | -------------------------------------------------------------------------------------------------- | ---------------------------------------- | ---------------------------------------- |
| 1     | 1        | Margaret        | In My Cabana M/T: Anderz Wrethov, Linnea Deb, Arash Labaf, Robert Uhlmann                          | 877.351                                  | 59,27 %                                  |
| 1     | 2        | Moncho          | Cuba Libre M/T: Jimmy Jansson, David Strääf, Markus Videsäter, Axel Schylström, Moncho Monserrat   | 602.941                                  | 40,73 %                                  |
| 2     | 1        | Renaida         | All the Feels M/T: Laurell Barker, Jon Hällgren, Peter Barringer, Lukas Hällgren                   | 884.188                                  | 56,43 %                                  |
| 2     | 2        | Olivia Eliasson | Never Learn M/T: Jonas Wallin, Astrid S, Anton Ewald                                               | 682.201                                  | 43,57 %                                  |
| 3     | 1        | Felix Sandman   | Every Single Day M/T: Noah Conrad, Tony Ferrari, Parker James Nornes, Jake Torry, Felix Sandman    | 868.152                                  | 59,81 %                                  |
| 3     | 2        | Mimi Werner     | Songburning M/T: Göran Werner, Mimi Werner, Niki Niki, Carl Varga, Johan Åsgärde, Oliver Lundström | 583.305                                  | 40,19 %                                  |
| 4     | 1        | Sigrid Bernson  | Patrick Swayze M/T: Andrej Kamnik, Josefin Glenmark, Peg Parnevik, Sigrid Bernson                  | 741.226                                  | 49,13 %                                  |
| 4     | 2        | Mendez          | Everyday M/T: Leopoldo Mendez, Jimmy Jansson, Palle Hammarlund                                     | 767.551                                  | 50,87 %                                  |

 Kandidat hat sich für das Finale qualifiziert.

## Finale

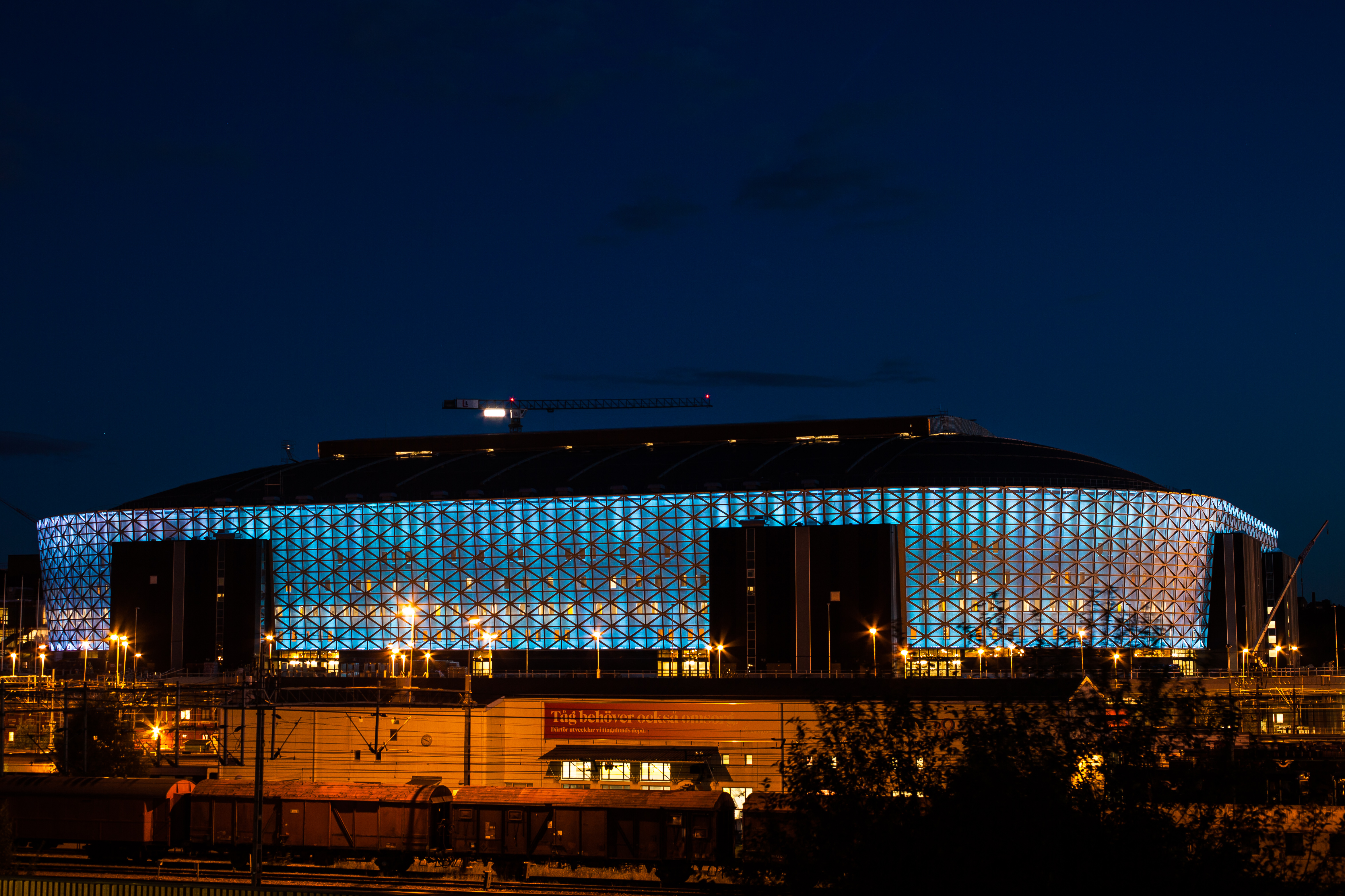
Friends Arena

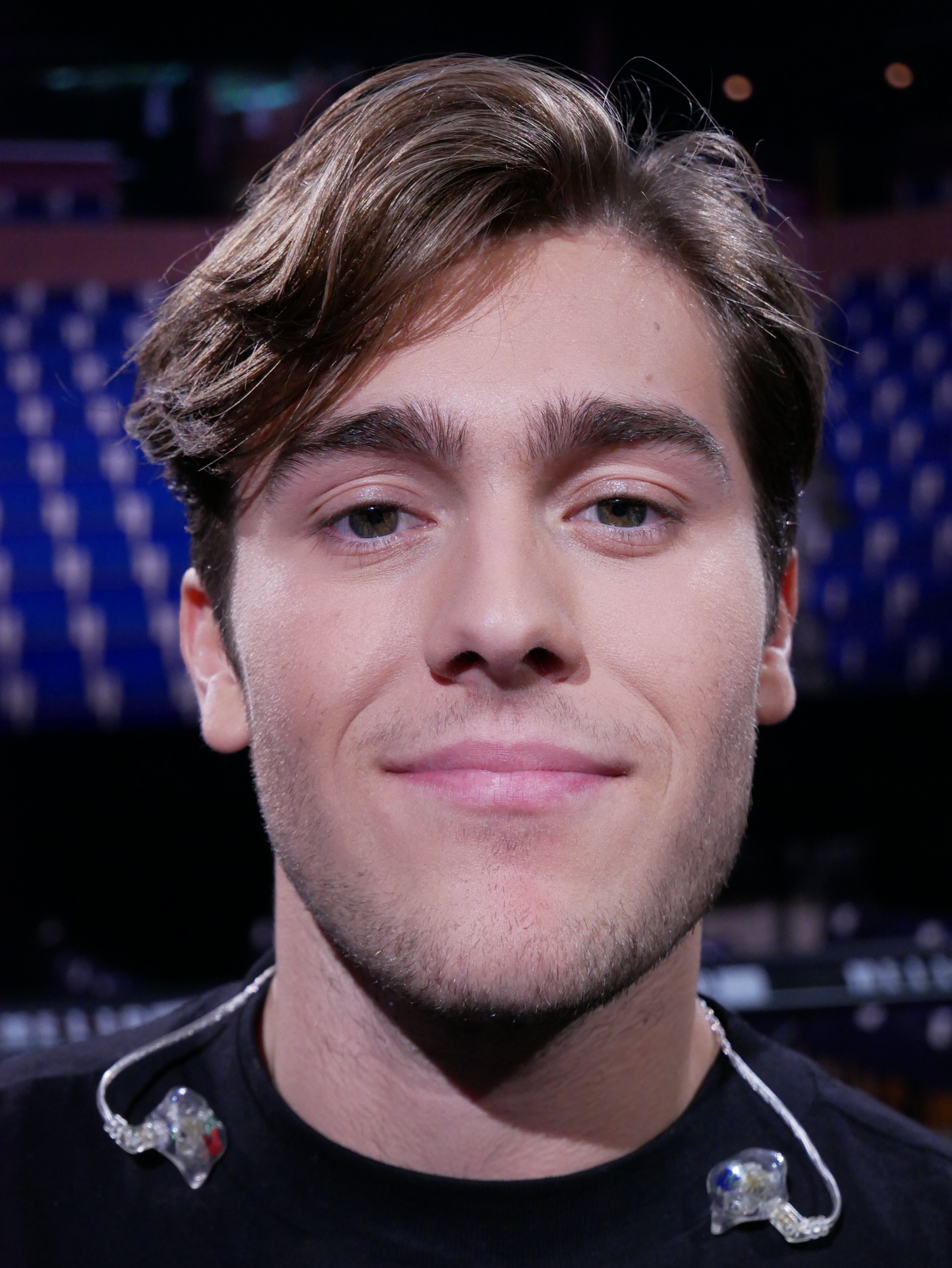
Der Gewinner der schwedischen Vorentscheidung: Benjamin Ingrosso

Das Finale (Finalen) fand am 10. März 2018, 20:00 Uhr (MEZ) in der 30.000 Zuschauer fassenden Friends Arena in Solna (Stockholm) statt. Im Finale setzte sich Benjamin Ingrosso mit seinem Lied Dance You Off durch, nachmden er das Jury- und das Televoting für sich entscheiden können. Dies gelang zuletzt Måns Zelmerlöw im Jahr 2015. Damit wird er Schweden im zweiten Halbfinale des 63. Eurovision Song Contest in Lissabon vertreten.
Moderator David Lingren eröffnete das Finale mit dem Lied One Together, das er bereits zu Beginn des ersten Halbfinales sang. Die Sängerin Reinaida trug ihr Lied ein zweites Mal vor, nachdem sie im ersten Auftritt technische Probleme hatte.
Während der Abstimmungsphase präsentierten Helen Sjöholm & Solala das Lied Vår bästa tid är nutrat. Die Sängerin Caroline af Ugglas trat mit dem Chor Gränslösa röster auf und sang eine eigene Version des Siegerliedes I Can’t Go On, mit dem Robin Bengtsson das Melodifestivalen 2017 gewann.
Zum ersten Mal vergaben die Jurys 1, 2, 3, 4, 6, 7, 8, 10 und 12 Punkte. Die Zuschauer vergaben 638 statt zuvor 473 Punkten.
Das Finale erzielte mit 3.551.000 Zuschauern die niedrigste Zuschauerzahl seit Beginn der Messungen im Jahr 1993. Mit 13.993.975 Zuschauerstimmen wurde ein neuer Allzeitrekord aufgestellt. Noch nie votierten so viele Zuschauer in einem Finale bzw. einer Sendung des Melodifestivalen.
Jessica Andersson war zur Zeit des Finales krank, weswegen man während ihres Auftritts hauptsächlich die Stimme ihrer Backgroundsängerin Molly Pettersson Hammar gehört hat.
| Platz | Startnr. | Interpret         | Lied Musik (M) und Text (T)                                                                              | Sprache    | PL | AL | IS | IT | CY | AU | GE | UK | AM | FR | PT | Jury Gesamt | Zuschauerstimmen (Televoting, SMS & App) | Zuschauerstimmen (Televoting, SMS & App) | Zuschauerstimmen (Televoting, SMS & App) | Gesamt |
| Platz | Startnr. | Interpret         | Lied Musik (M) und Text (T)                                                                              | Sprache    | PL | AL | IS | IT | CY | AU | GE | UK | AM | FR | PT | Jury Gesamt | Stimmen                                  | %                                        | Punkte                                   | Gesamt |
| --- | -------- | ----------------- | --- | ---------- | -- | -- | -- | -- | -- | -- | -- | -- | -- | -- | -- | ----------- | ---------------------------------------- | ---------------------------------------- | ---------------------------------------- | ------ |
| 01. | 11       | Benjamin Ingrosso | Dance You Off M/T: Benjamin Ingrosso, MAG, Louis Schoorl, K Nita                                         | Englisch   | 10 | 12 | 10 | 12 | 12 | 12 | 8  | 4  | 12 | 10 | 12 | 114         | 1.469.808                                | 10,5 %                                   | 67                                       | 181    |
| 02. | 09       | Felix Sandman     | Every Single Day M/T: Noah Conrad, Tony Ferrari, Parker James Nornes, Jake Torry, Felix Sandman          | Englisch   | 6  | 1  | 12 | 8  | 10 | 10 | 12 | 7  | 6  | 12 | 10 | 094         | 1.401.767                                | 10 %                                     | 64                                       | 158    |
| 03. | 04       | John Lundvik      | My Turn M/T: Anna-Klara Folin, John Lundvik, Jonas Thander                                               | Englisch   | 7  | 3  | 8  | 6  | 4  | 8  | 10 | 10 | 5  | 4  | 1  | 066         | 1.349.766                                | 9,6 %                                    | 62                                       | 128    |
| 04. | 07       | Samir & Viktor    | Shuffla M/T: Andreas „Stone“ Johansson, Denniz Jamm, Costa Leon, Samir Badran, Viktor Frisk              | Schwedisch | 5  | 6  | 5  | 10 | 6  | –  | 1  | 12 | 4  | –  | 5  | 054         | 1.314.016                                | 9,4 %                                    | 60                                       | 114    |
| 05. | 08       | Mariette          | For You M/T: Jörgen Elofsson                                                                             | Englisch   | 4  | 7  | 6  | 5  | 8  | 5  | 7  | 2  | 10 | 2  | 8  | 064         | 1.080.546                                | 7,7 %                                    | 49                                       | 113    |
| 06. | 06       | LIAMOO            | Last Breath M/T: Liam Cacatian Thomassen, Morten Thorhauge, Peter Bjørnskov, Lene Dissing                | Englisch   | 8  | 4  | 4  | 1  | 5  | 2  | 2  | 5  | 7  | 7  | 7  | 052         | 1.071.247                                | 8,4 %                                    | 53                                       | 105    |
| 07. | 10       | Margaret          | In My Cabana M/T: Anderz Wrethov, Linnea Deb, Arash Labaf, Robert Uhlmann                                | Englisch   | 12 | 10 | 7  | 3  | 7  | –  | 5  | 8  | 3  | 3  | 4  | 062         | 904.893                                  | 6,5 %                                    | 41                                       | 103    |
| 08. | 03       | Martin Almgren    | A Bitter Lullaby M/T: Josefin Glenmark, Märta Grauers                                                    | Englisch   | 2  | 8  | 3  | 2  | –  | 7  | 6  | 6  | 1  | 6  | 2  | 043         | 899.049                                  | 6,4 %                                    | 41                                       | 084    |
| 09. | 02       | Renaida           | All the Feels M/T: Laurell Barker, Jon Hällgren, Peter Barringer, Lukas Hällgren                         | Englisch   | 3  | –  | –  | –  | 2  | 6  | –  | –  | 8  | 8  | 3  | 030         | 1.116.740                                | 8 %                                      | 51                                       | 081    |
| 10. | 12       | Rolandz           | Fuldans M/T: Fredrik Kempe, David Kreuger, Robert Gustafsson                                             | Schwedisch | –  | 2  | 2  | 4  | 1  | 4  | 3  | 1  | –  | –  | 6  | 024         | 1.124.955                                | 8 %                                      | 51                                       | 075    |
| 11. | 05       | Jessica Andersson | Party Voice M: Fredrik Kempe, David Kreuger, Niklas Carson Mattsson; T: Fredrik Kempe, Jessica Andersson | Englisch   | 1  | 5  | 1  | 7  | 3  | 3  | 4  | 3  | –  | –  | 6  | 033         | 809.292                                  | 5,8 %                                    | 37                                       | 070    |
| 12. | 01       | Mendez            | Everyday M/T: Leopoldo Mendez, Jimmy Jansson, Palle Hammarlund                                           | Englisch   | –  | –  | –  | –  | –  | 1  | –  | –  | –  | 1  | –  | 02          | 1.351.896                                | 9,7 %                                    | 62                                       | 064    |
| Jury-Punktesprecher |          |                   | |            |    |    |    |    |    |    |    |    |    |    |    |             |                                          |                                          |                                          |        |
| - – Mateusz Grzesinski - – Kleart Duraj - – Felix Bergsson - – Nicola Caligiore - – Klitos Klitou - – Stephanie Werrett - – Nodiko Tatishvili - – Simon Proctor - – Anush Ter-Ghukasyan - – Bruno Berberes - – Goncalo Madail |          |                   | |            |    |    |    |    |    |    |    |    |    |    |    |             |                                          |                                          |                                          |        |